# A.F.C. Hayes
A.F.C. Hayes là một câu lạc bộ bóng đá có trụ sở tại Hayes, Greater London, Anh. Được thành lập vào năm 1974 với tên gọi Brook House, đội hiện là thành viên của Combined Counties League Division One và chơi tại Farm Park.

## Lịch sử
Câu lạc bộ bóng đá Brook House được thành lập như một câu lạc bộ giải đấu Chủ nhật vào năm 1974 bởi các câu lạc bộ thứ bảy Charville và Hayes North và gia nhập Đội thứ bảy của Hayes và District Sunday League. Sau một giai đoạn thành công liên quan đến một số chức vô địch cúp quốc gia và giải đấu, câu lạc bộ chuyển sang môn bóng đá thứ bảy vào năm 1982, tham gia giải South-West Middlesex League.
Năm 1984, đội là thành viên sáng lập của Middlesex County League, ở lại cho đến khi gia nhập Division One của Spartan League vào năm 1988. Mặc dù chỉ về thứ sáu trong mùa giải 1988-89, đội đã được thăng hạng lên Premier Division. Năm 1992, dàn đèn lần đầu tiên được dựng lên tại Park Farm và chính thức mở màn bằng trận giao hữu với Chelsea, người mà cựu cầu thủ của Brook House, Neil Shipperleyđã ghi một hat-trick trong chiến thắng 5-1; cha của Shipperley là Dave quản lý câu lạc bộ trong suốt những năm 1990.. Mùa giải 1992-93 lần đầu tiên đội lọt vào Cúp FA, để Aveley ở vòng sơ loại.
Khi Spartan và South Midlands League hợp nhất vào năm 1997 để tạo thành Spartan South Midlands League, Brook House được xếp vào Premier Division South, tiếp tục giành chức vô địch mùa giải đó. Sau đó, họ được xếp vào Premier Division vào mùa giải tiếp theo, ở lại cho đến cuối mùa giải 2003-04, khi họ được chuyển đến Division Two của Isthmian League sau khi kết thúc với tư cách á quân.
Sau hai lần về đích ở vị trí thứ ba, câu lạc bộ đã được thăng hạng lên Division One South & West của Southern League cho mùa giải 2006-07. Sau khi đứng thứ 18 trong mùa giải đầu tiên tại Southern League, câu lạc bộ được đổi tên thành A.F.C. Hayes vào năm 2007. Đội lại chuyển hạng đấu vào năm 2010 khi được xếp vào Division One Central của Southern League.
Câu lạc bộ đứng cuối bảng vào mùa giải 2014-15 và bị xuống hạng đến Premier Division của Combined Counties League.

### Thành tích từng mùa giải
| Mùa giải  | Giải đấu                                             | Giải đấu | Giải đấu | Giải đấu | Giải đấu | Giải đấu | Giải đấu | Giải đấu | Giải đấu | Cúp FA             |
| Mùa giải  | Hạng đấu                                             | St       | T        | H        | B        | BT       | BB       | Đ        | Hạng     | Cúp FA             |
| --------- | ---------------------------------------------------- | -------- | -------- | -------- | -------- | -------- | -------- | -------- | -------- | ------------------ |
| 1988-89   | Spartan League Division One                          | 30       | 15       | 8        | 7        | 58       | 31       | 53       | 6/16     |                    |
| 1989-90   | Spartan League Premier Division                      | 36       | 10       | 8        | 18       | 47       | 72       | 38       | 11/19    |                    |
| 1990-91   | Spartan League Premier Division                      | 36       | 12       | 8        | 16       | 52       | 60       | 44       | 12/19    |                    |
| 1991-92   | Spartan League Premier Division                      | 36       | 21       | 6        | 9        | 68       | 51       | 69       | 4/19     |                    |
| 1992-93   | Spartan League Premier Division                      | 42       | 14       | 6        | 22       | 72       | 99       | 48       | 14/22    | Vòng sơ loại       |
| 1993-94   | Spartan League Premier Division                      | 36       | 16       | 3        | 17       | 64       | 68       | 51       | 9/19     | Vòng loại thứ nhất |
| 1994-95   | Spartan League Premier Division                      | 30       | 13       | 5        | 12       | 69       | 52       | 44       | 7/16     | Vòng loại thứ nhất |
| 1995-96   | Spartan League Premier Division                      | 30       | 10       | 8        | 12       | 29       | 37       | 38       | 9/16     | Vòng loại thứ nhất |
| 1996-97   | Spartan League Premier Division                      | 30       | 9        | 5        | 16       | 31       | 55       | 32       | 13/16    |                    |
| 1997-98   | Spartan South Midlands League Premier Division South | 28       | 18       | 6        | 4        | 66       | 27       | 60       | 1/15     |                    |
| 1998-99   | Spartan South Midlands League Premier Division       | 44       | 24       | 11       | 9        | 74       | 42       | 83       | 5/23     | Vòng loại thứ nhất |
| 1999-2000 | Spartan South Midlands League Premier Division       | 40       | 27       | 6        | 7        | 102      | 33       | 89       | 2/21     | Vòng loại thứ nhất |
| 2000-01   | Spartan South Midlands League Premier Division       | 36       | 22       | 6        | 8        | 64       | 36       | 72       | 4/19     | Vòng loại thứ nhất |
| 2001-02   | Spartan South Midlands League Premier Division       | 38       | 19       | 7        | 12       | 89       | 63       | 64       | 6/20     | Vòng loại thứ nhất |
| 2002-03   | Spartan South Midlands League Premier Division       | 36       | 10       | 9        | 17       | 36       | 67       | 36       | 17/19    | Vòng sơ loại       |
| 2003-04   | Spartan South Midlands League Premier Division       | 36       | 26       | 2        | 8        | 82       | 35       | 80       | 2/19     | Vòng sơ loại       |
| 2004-05   | Isthmian League Division Two                         | 30       | 20       | 4        | 6        | 65       | 25       | 64       | 3/16     | Vòng loại thứ nhất |
| 2005-06   | Isthmian League Division Two                         | 30       | 17       | 7        | 6        | 63       | 33       | 58       | 3/16     | Vòng loại thứ hai  |
| 2006-07   | Southern Football League Division One South & West   | 42       | 14       | 6        | 22       | 71       | 92       | 48       | 18/22    | Vòng sơ loại       |
| 2007-08   | Southern Football League Division One South & West   | 42       | 17       | 4        | 21       | 75       | 99       | 55       | 14/22    | Vòng sơ loại       |
| 2008-09   | Southern Football League Division One South & West   | 42       | 18       | 7        | 17       | 80       | 92       | 64       | 9/22     | Vòng sơ loại       |
| 2009-10   | Southern Football League Division One South & West   | 42       | 7        | 4        | 31       | 55       | 105      | 25       | 21/22    | Vòng sơ loại       |
| 2010-11   | Southern Football League Division One Central        | 42       | 11       | 6        | 25       | 54       | 96       | 39       | 19/22    | Vòng sơ loại       |
| 2011-12   | Southern Football League Division One Central        | 42       | 14       | 16       | 12       | 58       | 59       | 58       | 10/22    | Vòng loại thứ nhất |
| 2012-13   | Southern Football League Division One Central        | 42       | 13       | 8        | 21       | 74       | 81       | 47       | 15/22    | Vòng sơ loại       |
| 2013-14   | Southern Football League Division One Central        | 42       | 12       | 8        | 22       | 51       | 74       | 44       | 18/22    | Vòng sơ loại       |
| 2014-15   | Southern Football League Division One Central        | 42       | 8        | 7        | 27       | 39       | 88       | 31       | 22/22    | Vòng sơ loại       |
| 2015-16   | Combined Counties Football League Premier Division   | 42       | 14       | 7        | 21       | 63       | 86       | 49       | 16/22    | Vòng sơ loại       |

1. ↑  Thưởng 2 điểm
2. ↑  Trừ 3 điểm
3. ↑  Thoát khỏi xuống hạng

## Sân vận động
A.F.C. Hayes chơi trận đấu sân nhà tại Farm Park trên Kingshill Avenue ở Hayes. Sân vận động có sức chứa 2.000, trong đó 200 chỗ ngồi có mái che và 150 chỗ ngồi.

## Danh hiệu
- Isthmian League
  - Vô địch Associates Member Trophy 2005-06[1]
- Spartan South Midlands League:
  - Vô địch Premier Division 1997-98[3]
  - Vô địch Premier Cup 1999-2000[1]
  - Vô địch Challenge Trophy 2003-04[1]
- Middlesex Senior Cup
  - Vô địch: 2008-09[1]

## Kỉ lục
- Thành tích tốt nhất tại giải quốc nội: thứ 3 ở Isthmian League Division Two, 2004-05, 2005-06[3]
- Thành tích tốt nhất tại Cúp FA: Vòng loại thứ hai, 2005-06[3]
- Thành tích tốt nhất tại FA Trophy: Vòng loại thứ nhất, 2006-07, 2008-09, 2010-11, 2011-12[3][4]
- Thành tích tốt nhất tại FA Vase: Vòng Năm, 2004-05[3]